# كارل يوهانس نيومان
كارل يوهانس نيومان (و. 1857 – 1917 م) هو مؤرخ، وأستاذ جامعي ألماني، توفي في ميونخ، عن عمر يناهز 60 عاماً.

## التعليم
تعلم في جامعة توبنغن، وتعلم في جامعة لايبتزغ
.